# Entephria divisa
Entephria divisa là một loài bướm đêm trong họ Geometridae.